# Sabrina Hering
Sabrina Hering (16 febbraio 1992) è una canoista tedesca, specializzata nella velocità e vincitrice della medaglia d'argento nel K4 500m a Rio de Janeiro 2016.

## Palmarès
- Olimpiadi

Rio de Janeiro 2016: argento nel K4 500m.
- Mondiali

Milano 2015: oro nel K2 1000m e bronzo nel K2 200m.
Račice 2017: argento nel K4 500m.
- Europei

Brandeburgo 2014: bronzo nek K2 1000m.
Mosca 2016: argento nel K2 500m e bronzo nel K4 500m.